# Hyposoter christenseni
Hyposoter christenseni är en stekelart som först beskrevs av Blanchard 1946.  Hyposoter christenseni ingår i släktet Hyposoter och familjen brokparasitsteklar. Inga underarter finns listade i Catalogue of Life.